# Alexei Maximowitsch Parschtschikow

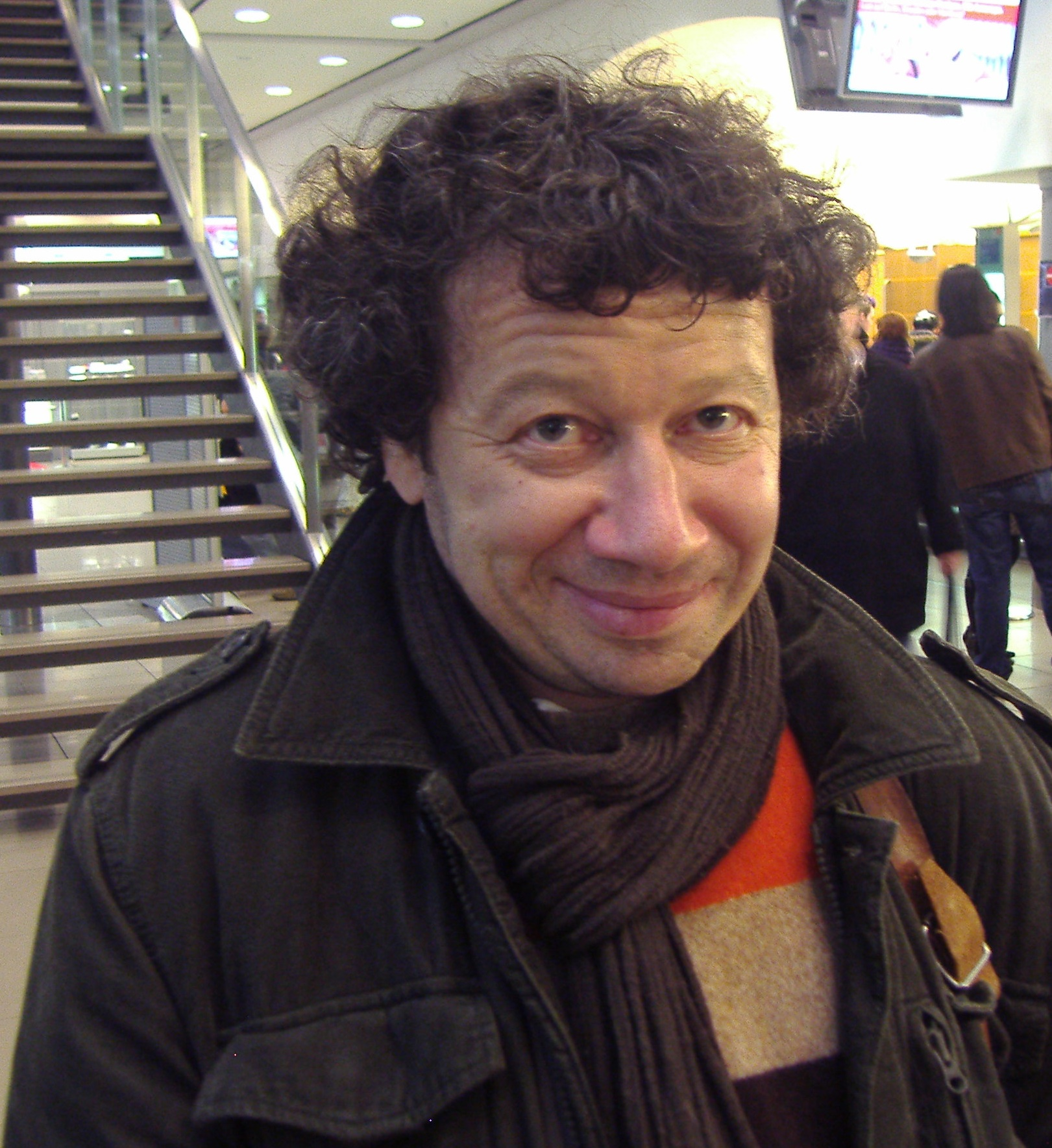
Alexei Maximowitsch Parschtschikow (2008)

Alexei Maximowitsch Parschtschikow, auch Parshchikov, geboren Alexei Maximowitsch Reiderman, (russisch Алексей Максимович Парщиков, Geburtsname Рейдерман; * 24. Mai 1954 in Olga (Primorje); † 3. April 2009 in Köln) war ein russischer Dichter und Literaturwissenschaftler.

## Leben
Alexei Maximowitschs Vater war der Militärarzt Max Issaakowitsch Reiderman aus Kiew, der wegen der sogenannten Ärzteverschwörung aus der Aspirantur in den Fernen Osten zu einer in China eingesetzten Armeeabteilung geschickt wurde und dort bis zur Geburt seines Sohnes blieb. Seine Mutter war die Chirurgin Lidija Samuilowna Parschtschikowa. Nach der Demobilisierung des Vaters kehrte die Familie nach Kiew zurück. 1961 zog die Familie wegen der Versetzung des Vaters nach Donezk um, so dass Alexei Maximowitsch dort die Mittelschule abschloss. Schon hier entstanden seine ersten Gedichte. 1971 nahm er den Namen Parschtschikow an. 1972 heiratete er Olga Lwowna Swiblowa (1983 bekamen sie den Sohn Timofei, der Fotograf und Dichter wurde).
Parschtschikow studierte zunächst an der Landwirtschaftsakademie Kiew und arbeitete zwei Jahre als Agrarwissenschaftler. Er studierte dann in Moskau am Maxim-Gorki-Literaturinstitut mit Abschluss 1981. Dort hatte er sich mit Alexander Jerjomenko und Iwan Schdanow an Konstantin Kedrow angeschlossen, die einen Kreis für neue Lyrik bildeten. In den 1980er Jahren gehörte Parschtschikow einem inoffiziellen Dichterkreis an, dessen Werke später auf Vorschlag Michail Epsteins unter dem Begriff Metarealismus zusammengefasst wurden. Zu den Autoren, die gemeinsam auftraten und ihre Werke gegenseitig analysierten und kritisierten, gehörten Alexander Jerjomenko, Iwan Schdanow, Arkadi Dragomoschtschenko, Rafael Lewtschin, Juri Proskurjakow, Wladimir Aristow, Sergei Solowjow und Ilja Kutik. Konstantin Kedrow bezeichnete die neue Poesie als Metapher auf die Epoche der Relativitätstheorie Albert Einsteins. Parschtschikows erste Gedichtveröffentlichung erfolgte 1984 mit einem Nachwort Konstantin Kedrows über die Metametapher Parschtschikows. Parschtschikow trat auf Lyrik-Festivals auf in der UdSSR, in den europäischen Ländern und in Nordamerika. Seine Gedichte wurden viel übersetzt und erschienen insbesondere auf Jiddisch (durch Lev Berinski), Dänisch, Englisch, Chinesisch, Deutsch, Niederländisch, Serbisch, Usbekisch (durch Muhammad Salih), Finnisch, Französisch und Japanisch. Parschtschikow übersetzte selbst Werke von Muhammad Salih aus dem Usbekischen und von Lev Berinski aus dem Jiddischen sowie andere Werke aus dem Englischen und Deutschen. 1987 erhielt er den Andrei-Bely-Preis.
1991 reiste Parschtschikow in die USA nach San Francisco. Dort ging er eine zweite Ehe mit der Schweizer Dichterin Martina Hügli ein (1991–1995). An der Stanford University in der Slawistik-Abteilung schloss er 1993 das Studium mit der Arbeit Dmitry Alexandrovich Prigov's poetry in Russian conceptualism als Master of Arts ab.

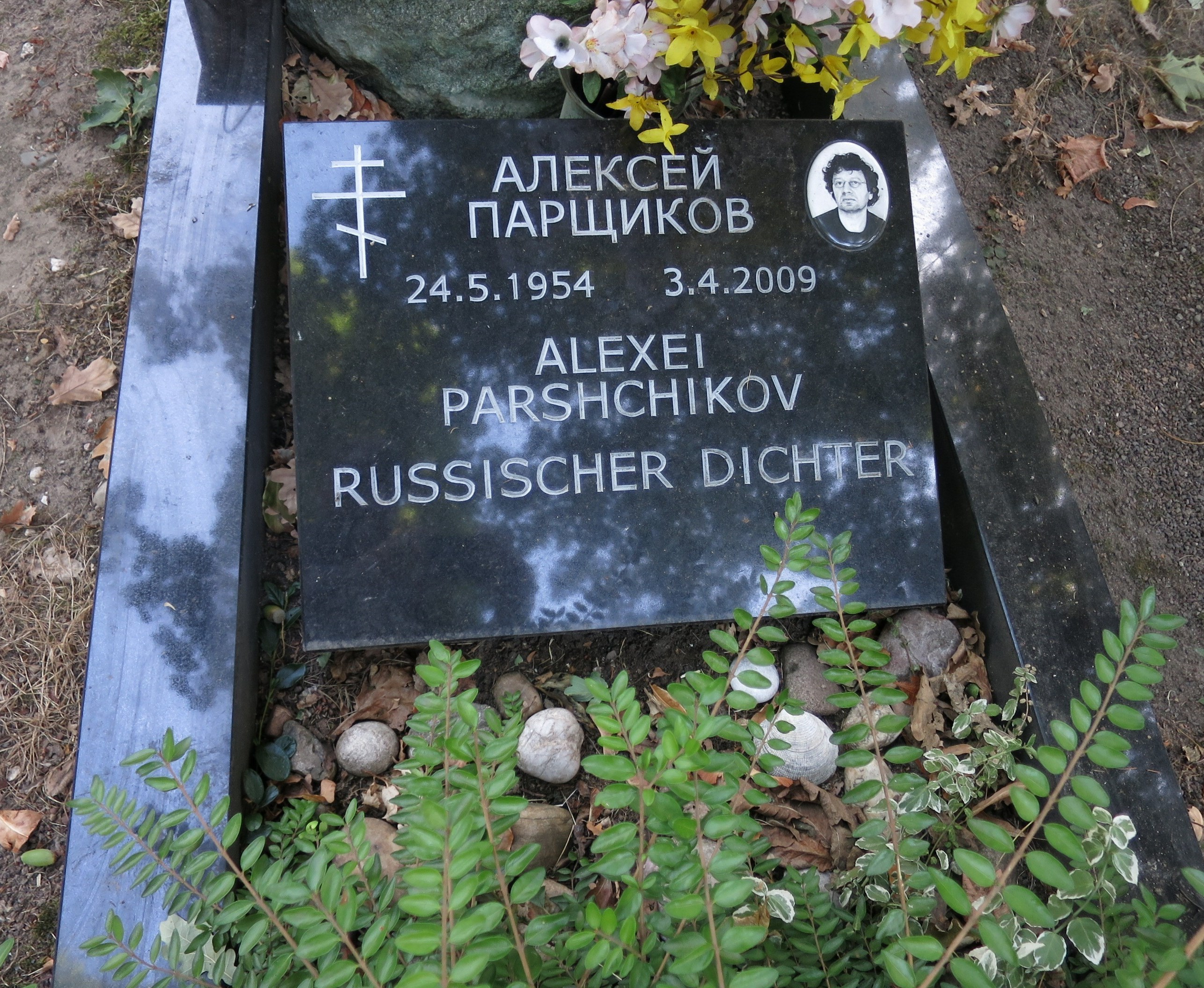
Grab Melaten-Friedhof

1995 zog Parschtschikow zu seinen Eltern in Köln, die sich dort 1995 ansiedelten. Er arbeitete nun im Amsterdamer Kulturzentrum ARTTRA zusammen mit Ljudmila Wiktorowna Chodynskaja. 1998 erschien der Briefwechsel Parschtschikows mit dem Dichter Wjatscheslaw Kurizyn. 2004 stellte er sein gemeinsames Projekt mit Igor Ganikowskij vor. 2005 wurde er auf der Moskauer Dichter-Biennale in der Kategorie Literatur-Legende ausgezeichnet. 2006 erschien ein Sammelband seiner Lyrik und Prosa in der Reihe Russki Gulliwer.
Parschtschikow schloss eine dritte Ehe mit der Journalistin Jekaterina Drobjasko, mit der er 2006 den Sohn Matwei bekam.
Parschtschikow starb 2009 im Alter von 54 Jahren und wurde auf dem Kölner Melaten-Friedhof (Lit. B, zwischen Lit. H+J) beerdigt.